# Kalgoorlie
Kalgoorlie es una ciudad de Australia Occidental localizada 595 kilómetros al este-noreste de Perth, en la región de Eastern Goldfields. La ciudad fue fundada en 1893 durante la fiebre del oro de Yilgarn-Goldfields, y está situada cerca de la llamada Milla Dorada.
Kalgoorlie-Boulder se convirtió oficialmente en ciudad con la unión de la ciudad de Kalgoorlie y el condado de Boulder en 1989. Tiene una población de 28 246 habitantes, haciéndola el centro urbano más grande de la región de Goldfields-Esperance y el quinto más grande de Australia Occidental. Sin embargo estas cifras son discutidas habitualmente por el Ayuntamiento local que demanda que la población es muy superior a 30 000 habitantes, y las cifras de ese censo generalmente no consideran la naturaleza transitoria de la población.

## Historia
El nombre Kalgoorlie es deriva de la palabra Wangai karlkurla que significa lugar de las peras sedosas.
En enero de 1893, los buscadores de minerales Patrick (Paddy) Hannan, Tom Flanagan, y Dan O'Shea se dirigían al Monte Youle cuando uno de sus caballos perdió una herradura. Durante la parada, los hombres encontraron restos de oro en la zona, y decidieron quedarse. El 17 de junio de 1893, Hannan presentó una Reclamación de Recompensa dirigida a centenares de hombres para la búsqueda de oro. Así es como el actual Kalgoorlie, inicialmente llamado Hannan, nació.
La minería de oro, junto con otros metales como el níquel, ha sido una industria importante desde entonces, y hoy en día emplea a una cuarta parte de la población activa de Kalgoorlie, generando una proporción significativa de sus ingresos. La concentración de minas que la rodea es conocida como Golden Mile, la milla dorada, y es considerada por algunos la milla cuadrada más rica del planeta. La población de la ciudad era de unas 30 000 personas en 1903, y ha continuado expandiéndose hacia la ciudad vecina de Boulder.

## Minería

### Super Pit
El Super Pit es una mina de oro a cielo abierto de aproximadamente 3.6 km de largo por 1.6 de ancho y 512 m de profundidad. Fue creada por Alan Bond que compró varios viejos arriendos mineros para obtener el área de tierra necesaria para la mina. La excavación revela de vez en cuando equipos y vehículos abandonados de las minas anteriores.
La mina esta en actividad veinticuatro horas al día durante los siete días de la semana. La mina realiza explosiones a la una de la tarde, a menos que los vientos predominantes arrastren el polvo sobre la ciudad. Cada uno de los camiones puede transportar 225 toneladas de roca y el viaje de ida y vuelta dura treinta y cinco minutos, la mayor parte de este tiempo es de ascenso. Los empleados están obligados a vivir en Kalgoorlie. Se espera que la mina sea productiva hasta 2029. En esa fecha se planea abandonarla y permitir que el agua subterránea se filtre y la llene. Se estima que tardará 50 años en llenarse completamente.